# Liste der Rektoren der Universität Zürich
Die Liste der Rektoren der Universität Zürich verzeichnet die Rektoren der 1833 gegründeten Universität Zürich.
| Amtsantritt | Amtsende | Name                                   | Image |
| ----------- | -------- | -------------------------------------- | ----- |
| S 1833      | W 1834   | Lorenz Oken                            |       |
| S 1835      | W 1835   | Heinrich Christian Michael Rettig      |       |
| S 1836      | W 1837   | Karl Ludwig von Löw                    |       |
| S 1838      | W 1838   | Friedrich Arnold                       |       |
| S 1839      | W 1839   | Christoph Friedrich von Pommer         |       |
| S 1840      | W 1841   | Eduard Bobrik                          |       |
| S 1842      | W 1843   | Ferdinand Hitzig                       |       |
| S 1844      | W 1845   | Johann Caspar Bluntschli               |       |
| S 1846      | W 1847   | Karl Ewald Hasse                       |       |
| S 1848      | W 1849   | Carl Löwig                             |       |
| S 1850      | W 1851   | Alexander Schweizer                    |       |
| S 1852      | W 1853   | Eduard Osenbrüggen                     |       |
| S 1854      | W 1855   | Heinrich Frey                          |       |
| S 1856      | W 1857   | Hermann Köchly                         |       |
| S 1858      | W 1859   | Ferdinand Hitzig                       |       |
| S 1860      | W 1861   | Eduard Osenbrüggen                     |       |
| S 1862      | W 1863   | Georg Hermann von Meyer                |       |
| S 1864      | W 1865   | Max Büdinger                           |       |
| S 1866      | W 1867   | Otto Fridolin Fritzsche                |       |
| S 1868      | W 1868   | Ferdinand Regelsberger                 |       |
| W 1868      | W 1869   | Eduard Osenbrüggen                     |       |
| S 1870      | W 1871   | Adolf Gusserow                         |       |
| S 1872      | W 1873   | Georg von Wyss                         |       |
| S 1874      | W 1875   | Alois Emanuel Biedermann               |       |
| S 1876      | W 1877   | Gustav Vogt                            |       |
| S 1878      | W 1879   | Ludimar Hermann                        |       |
| S 1880      | W 1881   | Arnold Hug                             |       |
| S 1882      | W 1883   | Heinrich Steiner                       |       |
| S 1884      | W 1885   | Heinrich Fick                          |       |
| S 1886      | W 1887   | Rudolf Ulrich Krönlein                 |       |
| S 1888      | W 1889   | Hugo Blümner                           |       |
| S 1890      | W 1891   | Albert Schneider                       |       |
| S 1892      | W 1893   | Heinrich Kesselring                    |       |
| S 1894      | W 1895   | Oskar Wyss                             |       |
| S 1896      | W 1897   | Gerold Meyer von Knonau                |       |
| S 1898      | W 1899   | Arnold Lang                            |       |
| S 1900      | W 1901   | Paul Christ                            |       |
| S 1902      | W 1903   | Georg Cohn                             |       |
| S 1904      | W 1905   | Otto Haab                              |       |
| S 1906      | W 1907   | Hermann Hitzig                         |       |
| S 1908      | W 1909   | Alfred Kleiner                         |       |
| S 1910      | W 1911   | Arnold Meyer                           |       |
| S 1912      | W 1913   | August Egger                           |       |
| S 1914      | W 1915   | Max Cloëtta                            |       |
| S 1916      | W 1917   | Erwin Zschokke                         |       |
| S 1918      | W 1919   | Theodor Vetter                         |       |
| S 1920      | W 1921   | Rudolf Fueter                          |       |
| S 1922      | W 1923   | Ernst Hafter                           |       |
| S 1924      | W 1925   | Eugen Bleuler                          |       |
| S 1926      | W 1927   | Louis Gauchat                          |       |
| S 1928      | W 1929   | Alfred Ernst                           |       |
| S 1930      | W 1931   | Ludwig Köhler                          |       |
| S 1932      | W 1933   | Fritz Fleiner                          |       |
| S 1934      | W 1935   | Hans von Meyenburg                     |       |
| S 1936      | W 1937   | Oskar Bürgi                            |       |
| S 1938      | W 1939   | Ernst Howald                           |       |
| S 1940      | W 1941   | Paul Niggli                            |       |
| S 1942      | W 1943   | Emil Brunner                           |       |
| S 1944      | W 1945   | Eugen Grossmann                        |       |
| S 1946      | W 1947   | Ernst Anderes                          |       |
| S 1948      | W 1949   | Theophil Spoerri                       |       |
| S 1950      | W 1951   | Paul Karrer                            |       |
| S 1952      | W 1953   | Walter Gut                             |       |
| S 1954      | W 1955   | Zaccaria Giacometti                    |       |
| S 1956      | W 1957   | Hans Fischer                           |       |
| S 1958      | W 1959   | Joseph Andres                          |       |
| S 1960      | W 1961   | Heinrich Straumann                     |       |
| S 1962      | W 1963   | Ernst Hadorn                           |       |
| S 1964      | W 1965   | Eduard Schweizer                       |       |
| S 1966      | W 1967   | Wilhelm Bickel                         |       |
| S 1968      | W 1969   | Gian Töndury                           |       |
| S 1970      | W 1971   | Max Wehrli                             |       |
| S 1972      | W 1973   | Alfred Niggli                          |       |
| S 1974      | W 1975   | Robert Leuenberger                     |       |
| S 1976      | W 1977   | Hans Nef                               |       |
| S 1978      | W 1979   | Peter G. Waser                         |       |
| S 1980      | W 1981   | Gerold Hilty                           |       |
| S 1982      | W 1983   | Verena Meyer                           |       |
| S 1984      | W 1987   | Konrad Akert                           |       |
| S 1988      | W 1999   | Hans H. Schmid                         |       |
| S 2000      | F 2008   | Hans Weder                             |       |
| H 2008      | H 2013   | Andreas Fischer                        |       |
| H 2013      | F 2014   | Otfried Jarren (Rektor ad interim)     |       |
| F 2014      | H 2019   | Michael Hengartner                     |       |
| F 2020      | F 2020   | Gabriele Siegert (Rektorin ad interim) |       |
| H 2020      |          | Michael Schaepman                      |       |